# Sweater (band)
Sweater was een Belgische poprockband die muziek maakte die was geïnspireerd door Hüsker Dü, The Lemonheads en Buffalo Tom. De band werd in 1994 derde tijdens Humo's Rock Rally. Met het prijzengeld werd opnametijd gekocht in een opnamestudio, waarna de eerste singles werden uitgegeven. In 1997 verscheen het enige volwaardige album van de band. 
Sweater had enkele radiohits op Studio Brussel en speelde onder meer op Parkpop en Marktrock Leuven. In 1999 trok Jo Smeets  de stekker uit Sweater omdat de band wegens muzikale meningsverschillen weinig vooruitgang meer boekte. In 2004 was hij tijdens een reünietournee even zanger bij Ze Noiz.

## Discografie
Albums:
- Talking to Earl (Peer Music, 1997)

Singles:
- Haunted Soul / Waiting for the train (Yellow Yellow, 1994)
- Write your own song / Ice will melt (Yellow Yellow, 1994)
- Everything / Lonely (Peer Music, 1997)
- Lovebirds / Stop me (Peer Music, 1997)
- No such thing (Peer Music, 1998)

Compilatiealbums:
het nummer Lovebirds werd opgenomen op de compilatie-albums "Studio Brussel - 't gaat vooruit '97", "Het beste uit de Belpop van (1994)", "Levend wild" en "Rockgarden vol. 2".